# Jakab István (nyelvész)
Jakab István (Nagyráska, 1928. szeptember 29. – Révkomárom, 2013. november 23.) szlovákiai magyar nyelvész, nyelvművelő, tanár. A nyelvtudományok kandidátusa (1970) és doktora (1971).

## Életpályája
Szülei Jakab István és Titka Julianna voltak. Középiskolai tanulmányait a Sárospataki Református Gimnáziumban végezte, ahol 1949-ben érettségizett. 1951–52-ben valamint 1956–57-ben tanár volt. 1952–1955 között a Szlovák Egyetem Pedagógiai Karán tanult, ahol általános iskolai tanári oklevelet szerzett. 
1955–56-ban az Új Szó kulturális rovatánál dolgozott szerkesztőként. 1955–58 között a Pozsonyi Pedagógiai Főiskola hallgatója volt, ahol középiskolai tanári diplomát szerzett. 1956–61 között középiskolai igazgató volt Nagymegyeren. 
1961–93 között a pozsonyi Comenius Egyetem Bölcsészettudományi Karának adjunktusa, docense volt. 1992–93-ban a magyar nyelv és irodalomtanszék vezetője volt. 1993-ban nyugalomba vonult.
Kutatási területe a mai magyar nyelv és nyelvművelés. Könyvhagyatéka a Fórum Kisebbségkutató Intézet könyvtárába került.

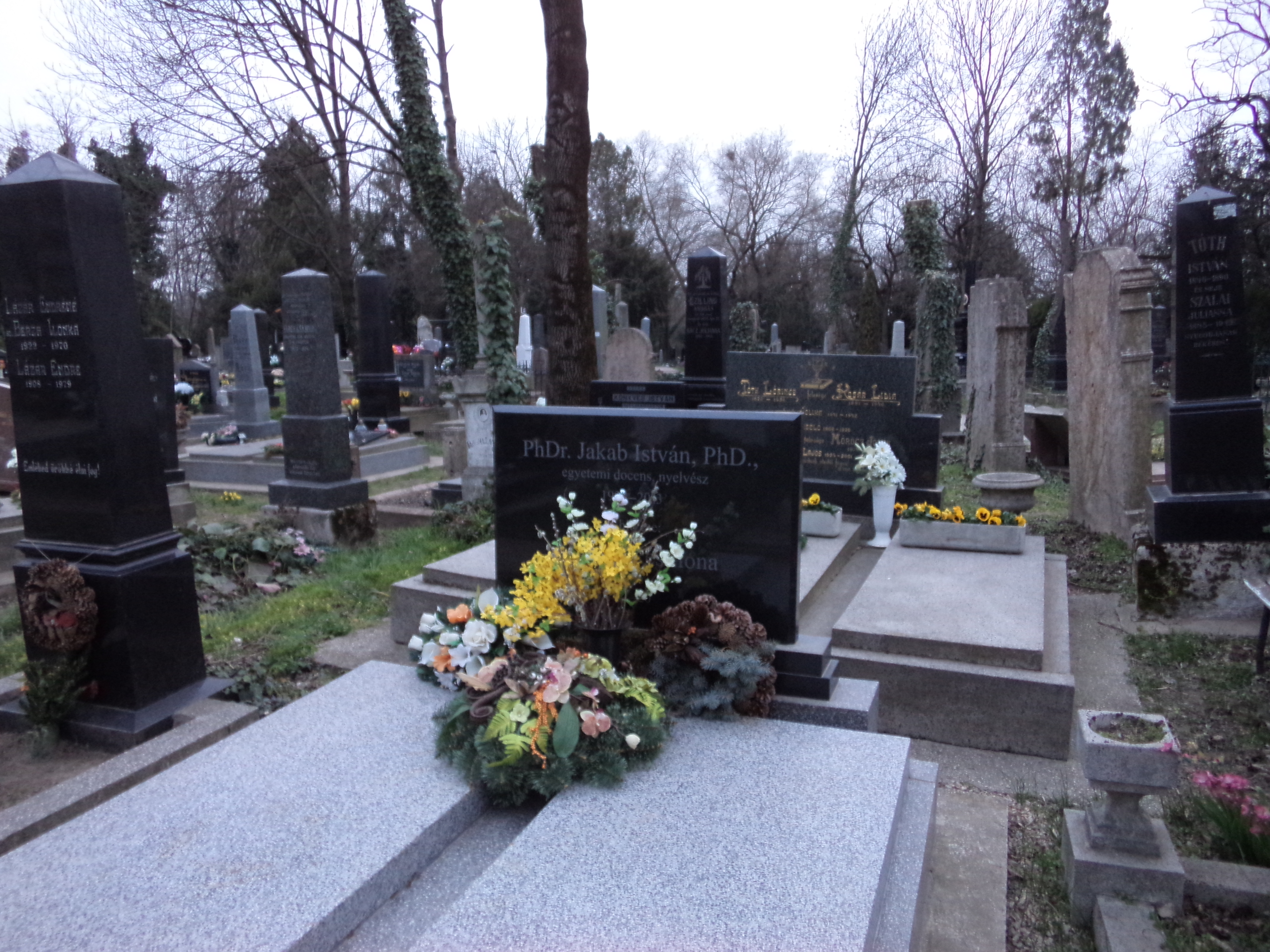
Sírja a révkomáromi temetőben

## Művei
- A magyar igekötők állományi vizsgálata (1976)
- Nyelvünkről – nyelvünkért (1980)
- A magyar igekötő szófajtani útja (1982)
- Nyelvünk és mi (1983)
- Nyelvi vétségek és kétségek (1987)
- Személyjel alakú képzők a magyar nyelvben, Magyar Nyelvőr 111: 276–278, 1987
- A jelzővé süllyedt igealak – és ami mögötte van, Magyar Nyelvőr 112: 300–302, 1988
- Értsünk szót egymással! (1995)
- Nyelvünkről – önmagunkért (1998)
- Érthetően, alkalomhoz illően! (2000)
- Anyanyelv és magyarságtudat. Nyelvi ismeretek és nyelvhasználati tanácsok; Madách-Posonium, Pozsony, 2006
- Nyelvhasználat, nyelvtudomány, nyelvművelés. Anyanyelvünk megtartása, művelése – kisebbségben; Madách-Posonium, Pozsony, 2011